# Padilla de Duero
Padilla de Duero ist ein nordspanisches Dorf, das verwaltungsmäßig zur Gemeinde (municipio) Peñafiel in der Provinz Valladolid in der Autonomen Gemeinschaft Kastilien-León gehört.

## Lage
Padilla de Duero liegt etwa drei Kilometer nordwestlich von Peñafiel in einer Höhe von ca. 755 Metern ü. d. M. am Fluss Duero. Die Provinzhauptstadt Valladolid ist etwa 53 Kilometer (Fahrtstrecke) in westlicher Richtung entfernt.

## Bevölkerungsentwicklung
| Jahr      | 2000 | 2006 | 2011 |
| Einwohner | 103  | 83   | 68   |

## Wirtschaft
Die Landwirtschaft, zu der früher auch etwas Viehzucht (v. a. Schweine und Hühner) gehörte, spielt traditionell die größte Rolle im Wirtschaftsleben des kleinen Ortes, dessen Einwohnerzahl jedoch kontinuierlich zurückgeht. Die hier produzierten Rotweine werden über die Denomination Ribera del Duero vermarktet.

## Geschichte
Bereits in vorrömischer Zeit war die Gegend vom keltischen Stamm der Vaccaei besiedelt – auf der Grundlage von Ausgrabungen, bei der sowohl Überreste einer Siedlung als auch ein Handwerkerviertel und ein abseits gelegener Friedhof (necropolis) gefunden wurden, nehmen die Archäologen an, dass es sich bei der Siedlung um das antike Pintia handelt, welches lange Zeit – jedoch ohne archäologischen Befund – in Valladolid verortet wurde. Auf dem Flurstück Las Ruedas wurde ein mit Niello-Ornamenten verzierter eiserner Schild entdeckt, der heute im Museo de Valladolid aufbewahrt wird. Auch Keramikkrüge mit Grabbeigaben wurden entdeckt.

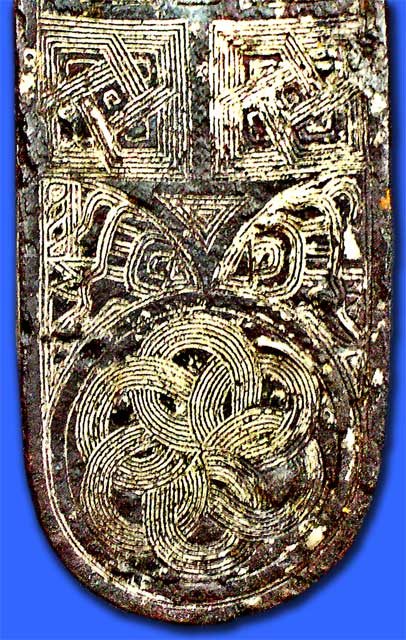
Eiserner Schild mit Niello-Einlagen
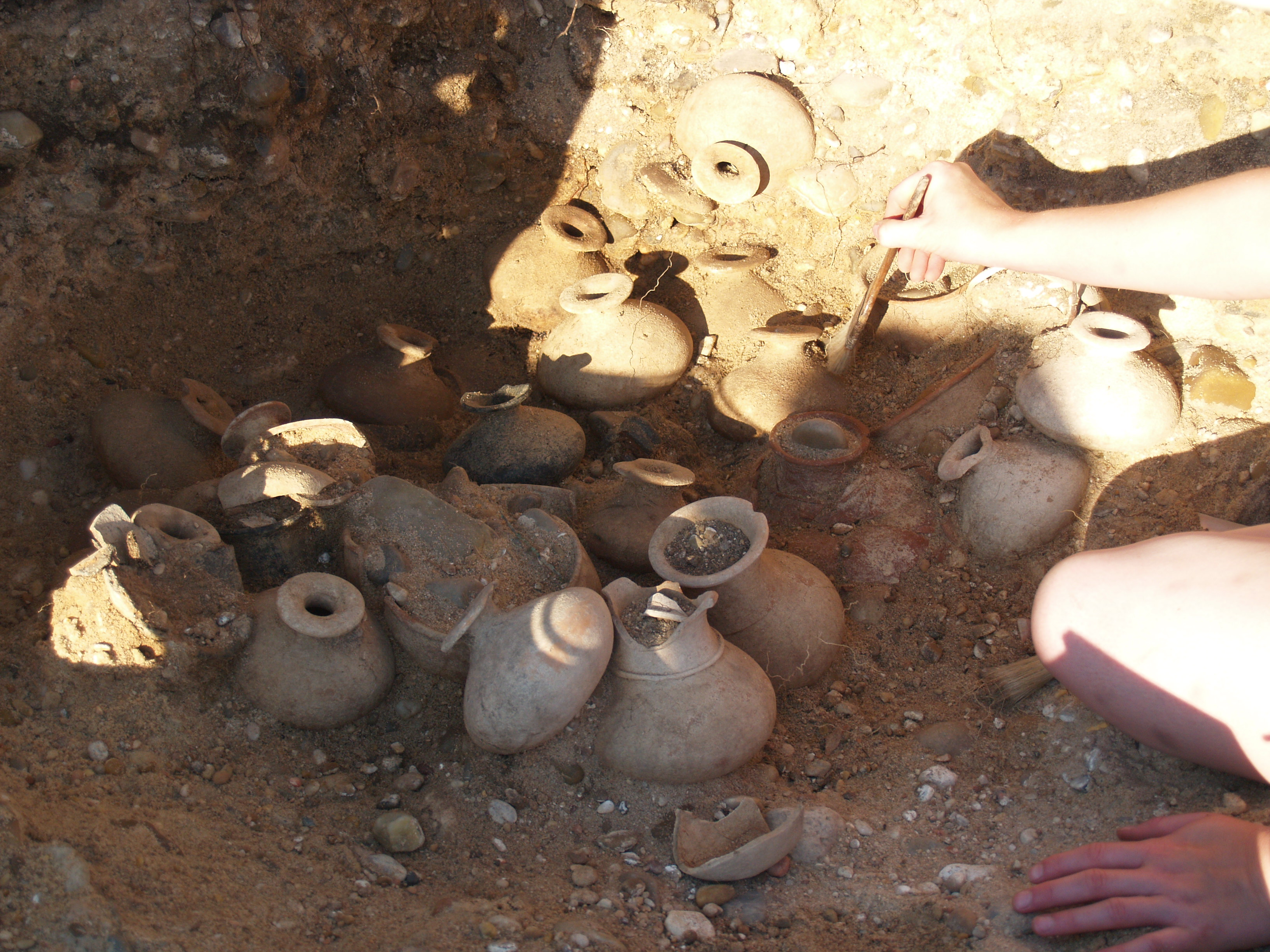
Keramikfunde aus Pintia (ca. 4. Jh. v. Chr.)

Auf dem 125 Hektar großen Ausgrabungsgelände wurden auch Fundstücke aus römischer und westgotischer Zeit entdeckt, so dass von einer langen kontinuierlichen Besiedlung des Platzes auszugehen ist, die auch im Mittelalter und der Neuzeit anhielt. Bis zum Jahr 1970 war Padilla de Duero eine eigenständige Gemeinde; dann wurde der Ort nach Peñafiel eingemeindet.

## Sehenswürdigkeiten
- Das Ausgrabungsgelände von Pintia kann besichtigt werden (siehe Weblink).
- Die Pfarrkirche des Dorfes (Iglesia de Nuestra Señora de la Asunción) ist ein schlichter ländlicher Bau mit exakt behauenen Steinen aus dem 16. Jahrhundert. Die Westfassade ist vollkommen schmucklos und verfügt nur über ein kleines Rundfenster; die rechteckige Apsis ist in das Untergeschoss des Glockenturms integriert. In der südlichen Querhausfassade ist noch ein romanisches Portal zu sehen, das zu einem Vorgängerbau gehörte. Der Zutritt zur einschiffigen Kirche erfolgt über ein in Renaissance-Formen gestaltetes Südportal.